# 10의 28제곱
1028 또는 1양은 1024(1자)의 만 배이자 1032(1구)의 만 분의 1인 자연수다.

## 이름
- 한국어: 일양. (더 작은 수들의 이름에 비하면 널리 알려져 있지 않다.)

## 1028이상 1032미만의 주요 자연수

### 1029이상 1030미만
- 216,862,434,431,944,426,122,117,120,000: 46 이하의 모든 짝수 자연수의 곱.

### 1031이상 1032미만
- 10,409,396,852,733,332,453,861,621,760,000: 48 이하의 모든 짝수 자연수의 곱.